# Dècada del 480 aC
La dècada del 980 aC comprèn el període que va des de l'1 de gener del 489 aC fins al 31 de desembre del 480 aC.

## Esdeveniments
- Inici de la Segona Guerra Mèdica entre Pèrsia i Grècia
- Cultura de La Tène a Europa
- Revolta a Egipte contra el domini persa

## Personatges destacats
- Darios I el Gran
- Èsquil